# RWDM Brussels FC
Racing White Daring Molenbeek Brussels Football Club – belgijski klub piłkarski mający siedzibę w stolicy kraju, Brukseli.

## Historia
Klub został założony w 1932 jako KFC Strombeek. W 1996 po raz pierwszy w historii awansował do trzeciej ligi i spędził w niej cztery sezony, po czym awansował do drugiej ligi. W 2003 dokonał fuzji z RWD Molenbeek, w wyniku czego powstał Football Club Molenbeek Brussels Strombeek (FC Brussels). W sezonie 2003/2004 wywalczył awans do pierwszej ligi, w której grał przez cztery następne sezony. Do końca swojego istnienia w 2014 rywalizował na drugim szczeblu rozgrywkowym. Od 2013 nosił nazwę Racing White Daring Molenbeek Brussels Football Club (RWDM Brussels FC).